# András Telek
András Telek (Budapest, 10 dicembre 1970) è un ex calciatore ungherese, di ruolo difensore.